# Коперник (ТВ филм)
„Коперник” је југословенски ТВ филм из 1974. године који је режирао Славољуб Стефановић Раваси.